# Rio Punaú
Rio Punaú är ett vattendrag i Brasilien.   Det ligger i delstaten Rio Grande do Norte, i den östra delen av landet, 1 800 km nordost om huvudstaden Brasília.
Trakten runt Rio Punaú består i huvudsak av gräsmarker. Runt Rio Punaú är det ganska tätbefolkat, med 70 invånare per kvadratkilometer.